# Deutsche Fechtmeisterschaften 2007
Bei den Deutschen Fechtmeisterschaften 2007 wurden Einzel- und Mannschaftswettbewerbe im Fechtsport nacheinander im Olympiastützpunkt Tauberbischofsheim ausgetragen. Sie wurden vom Deutschen Fechter-Bund organisiert.
Das Florett bei den Herren gewann wie im Vorjahr Peter Joppich, bei den Damen siegte diesmal Katja Wächter. Im Degen gewann Wolfgang Reich bei den Herren und Claudia Bokel bei den Damen. Den Säbel konnte der Vorjahressieger Nicolas Limbach bei den Herren und Stefanie Kubissa bei den Damen für sich entscheiden.

## Florett
Die Deutschen EXPOCAMP-Meisterschaften 2007 fanden vom 19. bis 21. Januar 2007 in Tauberbischofsheim statt.

### Herrenflorett
| Platz | Sportler           | Verein                  |
| ----- | ------------------ | ----------------------- |
| 1     | Peter Joppich      | Königsbacher SC Koblenz |
| 2     | Benjamin Kleibrink | OFC Bonn                |
| 3     | Dominik Behr       | FC Tauberbischofsheim   |
| 3     | Ralf Bißdorf       | Heidenheimer SB         |

### Herrenflorett (Mannschaft)
| Platz | Sportler                                                | Verein                |
| ----- | ------------------------------------------------------- | --------------------- |
| 1     | Dominik Behr Boris Zorc Sebastian Bachmann Lars Schache | FC Tauberbischofsheim |
| 2     | Michael Stanek Thomas Stanek Robert Scholz Janek Löbel  | FSC Jena              |
| 3     | Ralf Bißdorf Dan Elsner Alexander Gsching Michael Mann  | Heidenheimer SB       |

### Damenflorett
| Platz | Sportler            | Verein                  |
| ----- | ------------------- | ----------------------- |
| 1     | Katja Wächter       | FC Tauberbischofsheim   |
| 2     | Carolin Golubytskyi | FC Tauberbischofsheim   |
| 3     | Larissa Merkl       | TSV Bayer 04 Leverkusen |
| 3     | Martina Zacke       | SC Berlin               |

### Damenflorett (Mannschaft)
| Platz | Sportler                                                          | Verein                |
| ----- | ----------------------------------------------------------------- | --------------------- |
| 1     | Katja Wächter Carolin Golubytskyi Viola Haenlein Maria Bartkowski | FC Tauberbischofsheim |
| 2     | Martina Zacke Katharina Schult Susanne Karg Alexandra Remus       | SC Berlin             |
| 3     | Anna Dünhölter Julia Mengs Maike Michalski Anja Fischedick        | ETuF Essen            |

## Degen
Die Deutschen Samsung-Meisterschaften Einzel + Team 2007 fanden vom 20. bis 22. April 2007 in Tauberbischofsheim statt.

### Herrendegen
| Platz | Sportler       | Verein                |
| ----- | -------------- | --------------------- |
| 1     | Wolfgang Reich | Heidenheimer SB       |
| 2     | Jörg Fiedler   | FC Tauberbischofsheim |
| 3     | Sven Schmid    | FC Tauberbischofsheim |
| 3     | Martin Schmitt | FC Tauberbischofsheim |

### Herrendegen (Mannschaft)
| Platz | Sportler                                                                | Verein                  |
| ----- | ----------------------------------------------------------------------- | ----------------------- |
| 1     | Jörg Fiedler Norman Ackermann Sven Schmid Martin Schmitt                | FC Tauberbischofsheim   |
| 2     | Wolfgang Reich Michael Roth Stephan Rein Niklas Multerer                | Heidenheimer SB         |
| 3     | Christoph Kneip Achim Bellmann Sascha Ludwikowski Jens-Steffen Pfeiffer | TSV Bayer 04 Leverkusen |

### Damendegen
| Platz | Sportler          | Verein                  |
| ----- | ----------------- | ----------------------- |
| 1     | Claudia Bokel     | FC Tauberbischofsheim   |
| 2     | Monika Sozanska   | Heidenheimer SB         |
| 3     | Marijana Marković | TSV Bayer 04 Leverkusen |
| 3     | Anja Friebe       | Heidenheimer SB         |

### Damendegen (Mannschaft)
| Platz | Sportler                                                           | Verein                |
| ----- | ------------------------------------------------------------------ | --------------------- |
| 1     | Imke Duplitzer Monika Hoffmann Jessica Burnatowski Angelika Kappen | OFC Bonn              |
| 2     | Monika Sozanska Anja Friebe Renata Miller Verena Henning           | Heidenheimer SB       |
| 3     | Claudia Bokel Kathrin Holz Elke Birthelmer Marta Nowakowski        | FC Tauberbischofsheim |

## Säbel
Die Deutschen BKK Essanelle Säbel-Meisterschaften Einzel + Team 2007 fanden vom 28. bis 29. April 2007 in Tauberbischofsheim statt.

### Herrensäbel
| Platz | Sportler          | Verein                  |
| ----- | ----------------- | ----------------------- |
| 1     | Nicolas Limbach   | TSV Bayer Dormagen      |
| 2     | Steven Bauer      | Königsbacher SC Koblenz |
| 3     | Benedikt Beisheim | TSV Bayer Dormagen      |
| 3     | Harald Stehr      | TSG Eislingen           |

### Herrensäbel (Mannschaft)
| Platz | Sportler                                                    | Verein                  |
| ----- | ----------------------------------------------------------- | ----------------------- |
| 1     | Sebastian Flegler Björn Hübner Martin Kindt Johannes Klebes | FC Tauberbischofsheim   |
| 2     | Nicolas Limbach Benedikt Beisheim Max Hartung Benedikt Bock | TSV Bayer Dormagen      |
| 3     | Dennis Bauer Steven Bauer Franz Boghicev Gergö Bujdosó      | Königsbacher SC Koblenz |

### Damensäbel
| Platz | Sportler          | Verein                  |
| ----- | ----------------- | ----------------------- |
| 1     | Stefanie Kubissa  | TSV Bayer Dormagen      |
| 2     | Doreen Häntzsch   | FC Tauberbischofsheim   |
| 3     | Sibylle Klemm     | TSG Eislingen           |
| 3     | Alexandra Bujdosó | Königsbacher SC Koblenz |

### Damensäbel (Mannschaft)
| Platz | Sportler                                                    | Verein                  |
| ----- | ----------------------------------------------------------- | ----------------------- |
| 1     | Sibylle Klemm Diana Maier Janina Woschek Julia Preßmar      | TSG Eislingen           |
| 2     | Stefanie Kubissa Anna Limbach Nele Grodde Reka Lazăr-Szabo  | TSV Bayer Dormagen      |
| 3     | Alexandra Bujdosó Paula Kuchcinski Eve Sauer Solvejg Kleber | Königsbacher SC Koblenz |